# نشان ملی مصر
نشان ملی مصر (عربی: شعار مصر) عقابی طلایی است که به سمت چپ نگاه می‌کند. این نشان از سال ۱۹۸۴ به عنوان نماد ملی مصر به کار می‌رود.

## نگارخانه